# Блувотер Вилиџ (Њу Мексико)
Блувотер Вилиџ (енгл. Bluewater Village) насељено је место без административног статуса у америчкој савезној држави Њу Мексико.

## Демографија
По попису из 2010. године број становника је 628.
| Група             | 2000.    | 2010.       |
| Белци             | 0 (0,0%) | 400 (63,7%) |
| Афроамериканци    | 0 (0,0%) | 7 (1,1%)    |
| Азијати           | 0 (0,0%) | 1 (0,2%)    |
| Хиспаноамериканци | 0 (0,0%) | 129 (20,5%) |
| Укупно            | 0        | 628         |